# Allen James
Allen James (ur. 14 kwietnia 1964 w Sacramento) – amerykański lekkoatleta, chodziarz, uczestnik Letnich Igrzysk Olimpijskich 1992 i 1996.

## Kariera
Allen James jest wielokrotnym mistrzem Stanów Zjednoczonych w chodzie sportowym na 5, 10, 20, 30 i 50 km, bił też rekordy tego kraju. W latach 1992, 1993, 1994 i 1995 roku zdobywał złote medale mistrzostw Stanów Zjednoczonych w chodzie na 20 km. W 1995 i 1997 wywalczył tytuły halowego mistrza krajowego na 5000 m w Atlancie.
Wystąpił na igrzyskach olimpijskich w 1992 w Barcelonie w chodzie na 20 km. Zajął tam 30. miejsce. Na kolejnych igrzyskach, w Atlancie, wystąpił na dystansie 50 km i został sklasyfikowany na 24. miejscu. Brał także udział w mistrzostwach świata w Göteborgu w 1995, lecz nie ukończył zawodów na 50 km.
Trzykrotnie brał udział w zawodach pucharu świata w chodzie sportowym (1991, 1993, 1995), rywalizował w Igrzyskach Panamerykańskich w 1995 roku, Igrzyskach dobrej woli w 1994 oraz czterokrotnie w pucharze panamerykańskim w chodzie sportowym (1992, 1994, 1996, 2007).
Rekord życiowy na 50 km wynoszący 3:55:39, osiągnięty w 1994 roku w Palo Alto, jest 5. wynikiem w historii amerykańskiej lekkiej atletyki (stan na 26.05.2024).

## Osiągnięcia międzynarodowe
| Rok  | Impreza                                   | Miejsce       | Konkurencja                                                                 | Pozycja     | Wynik      |
| ---- | ----------------------------------------- | ------------- | --------------------------------------------------------------------------- | ----------- | ---------- |
| 1991 | Puchar świata w chodzie sportowym         | San Jose      | chód na 20 km                                                               | 67. miejsce | 1:30:25    |
| 1992 | Igrzyska olimpijskie                      | Barcelona     | chód na 20 km                                                               | 30. miejsce | 1:35:12    |
| 1993 | Puchar świata w chodzie sportowym         | Monterrey     | chód na 20 km                                                               | 47. miejsce | 1:32:24    |
| 1994 | Puchar panamerykański w chodzie sportowym | Atlanta       | chód na 20 km                                                               | 14. miejsce | 1:30:01    |
| 1994 | Puchar panamerykański w chodzie sportowym | Atlanta       | chód na 20 km drużynowy, w drużynie z: Jonathan Matthews, Andrzej Chyliński | 5. miejsce  | 407 pkt.   |
| 1994 | Igrzyska dobrej woli                      | Petersburg    | chód na 20 km                                                               | 7. miejsce  | 1:27:47,56 |
| 1995 | Puchar świata w chodzie sportowym         | Pekin         | chód na 20 km                                                               | 40. miejsce | 1:25:54    |
| 1995 | Igrzyska panamerykańskie                  | Mar del Plata | chód na 50 km                                                               | 6. miejsce  | 3:59:47    |
| 1995 | Mistrzostwa świata                        | Göteborg      | chód na 50 km                                                               | DNF         | DNF        |
| 1996 | Igrzyska olimpijskie                      | Atlanta       | chód na 50 km                                                               | 26. miejsce | 4:03:13    |
| 1996 | Puchar panamerykański w chodzie sportowym | Manaus        | chód na 20 km                                                               | 6. miejsce  | 1:34:46    |
| 1996 | Puchar panamerykański w chodzie sportowym | Manaus        | chód na 20 km drużynowy, w drużynie z: Robert Cole, Gary Morgan             | 3. miejsce  | 27 pkt.    |
| 2007 | Puchar panamerykański w chodzie sportowym | Camboriú      | chód na 20 km                                                               | 15. miejsce | 1:46:51    |
| 2007 | Puchar panamerykański w chodzie sportowym | Camboriú      | chód na 20 km drużynowy, w drużynie z: Kevin Eastler, Tim Seaman            | 3. miejsce  | 37 pkt.    |